# Heidi Baaderová-Nobsová
Heidi Baaderová-Nobsová (* 5. prosince 1940 Delémont) je švýcarská skladatelka. Narodila se v Delémontu a na Ecole Normale v Delémontu vystudovala pedagogiku. Později studovala skládání a hudební teorii u Roberta Sutera a Jacquese Wildbergera na Basle Musik-Akademie.
Usadila se v Allschwilu, vdala se a měla tři děti. Svou kariéru přerušila, aby splnila své rodinné povinnosti, ale později se vrátila ke skládání.

## Práce
Mezi vybraná díla patří:
- Duo (1986)
- Bifurkace pro tubu a klavír